# Paolo Giacometti
Pour les articles homonymes, voir Giacometti.
Paolo Giacometti, né le 19 mars 1816 à Novi Ligure et mort le 31 août 1882 à Gazzuolo, est un dramaturge italien.

## Biographie
Giacometti devient orphelin de père à l'âge d'un an et la famille s'installe à Gênes. Il fréquente le collège royal, puis poursuit des études de droit. Il écrit son premier drame en vers, Rosilde, à l'âge de dix-neuf ans. Le succès que rencontre cette pièce persuade le jeune auteur de se consacrer désormais entièrement au théâtre. Il compose ensuite deux comédies, Il poeta e la ballerina et Quattro donne in una casa, puis il se lance dans l'écriture d'une vie héroïque du navigateur Christophe Colomb.
Giacometti se fait ainsi mieux connaître au-delà de Gênes et ses pièces sont représentées à Turin, à Palerme, à Lucques, à Florence, à Rome et à Venise, tandis que lui-même entre en lien avec les littérateurs de son époque, comme Niccolini, Paravia, Brofferio ou Prati. Il compose d'autres œuvres: Un poema e una cambiale, Fieschi e Fregoso, Per mia madre cieca, Le tre classi della società, Camilla Faà di Casale, Carlo II Stuart, Paolo da Novi, La benefattrice, L'amico di tutti, I misteri dei morti.
Fasciné par les événements politiques de son temps en plein Risorgimento, Giacometti se met plus activement encore à l'écriture, avec des drames politico-sociaux: Cola di Rienzo, Le metamorfosi politiche, La moglie dell'esule, Inclinazioni e voti, Il milionario e l'artista, Gli educatori del popolo, Nobili, cittadini e plebei, Il villaggio e la città, Il patrimonio dell'orfana, La dama in seconde nozze.
Sa pièce la plus connue, La morte civile (1861), est un acte d'accusation contre l'indissolubilité du mariage et elle suscite l'enthousiasme d'un Émile Zola, qui lui-même est en situation de bigamie de fait.
En 1849, Gicometti succède à Alberto Nota comme commediografo, c'est-à-dire dramaturge attitré, de la compagnie royale sarde de Turin. Cependant, la séparation d'avec sa femme adultère plonge le dramaturge dans une crise profonde. C'est de cette époque troublée que datent des pièces fameuses La colpa vendica la colpa, Inclinazione e voti et La morte civile.
Ces drames fortement inspirés par la situation personnelle de l'auteur posent le débat du divorce en Italie qui ne sera reconnu que plus d'un siècle plus tard. Le ton fortement anticlérical et la thématique plaisent à certains de ses contemporains, comme Ermete Zacconi ou Ermete Novelli. En 1854, il est appelé à Gazzuolo afin de résoudre les problèmes d'une compagnie théâtrale. Il y écrit Torquato Tasso et fait la connaissance de sa seconde compagne. Ses pièces  Giuditta (1857) et Sofocle (1860) rencontrent un grand succès. La production de Giudetta en Russie provoque l'entousiasme du compositeur Alexandre Serov qui en fait un opéra en 1863, intitulé Judith et que plus tard Chaliapine interprétera avec brio. Sa pièce Maria Antonietta regina di Francia est écrite spécialement pour la grande tragédienne Adelaïde Ristori, comme plusieurs autres pièces, et elle triomphe dans une tournée en Europe. 

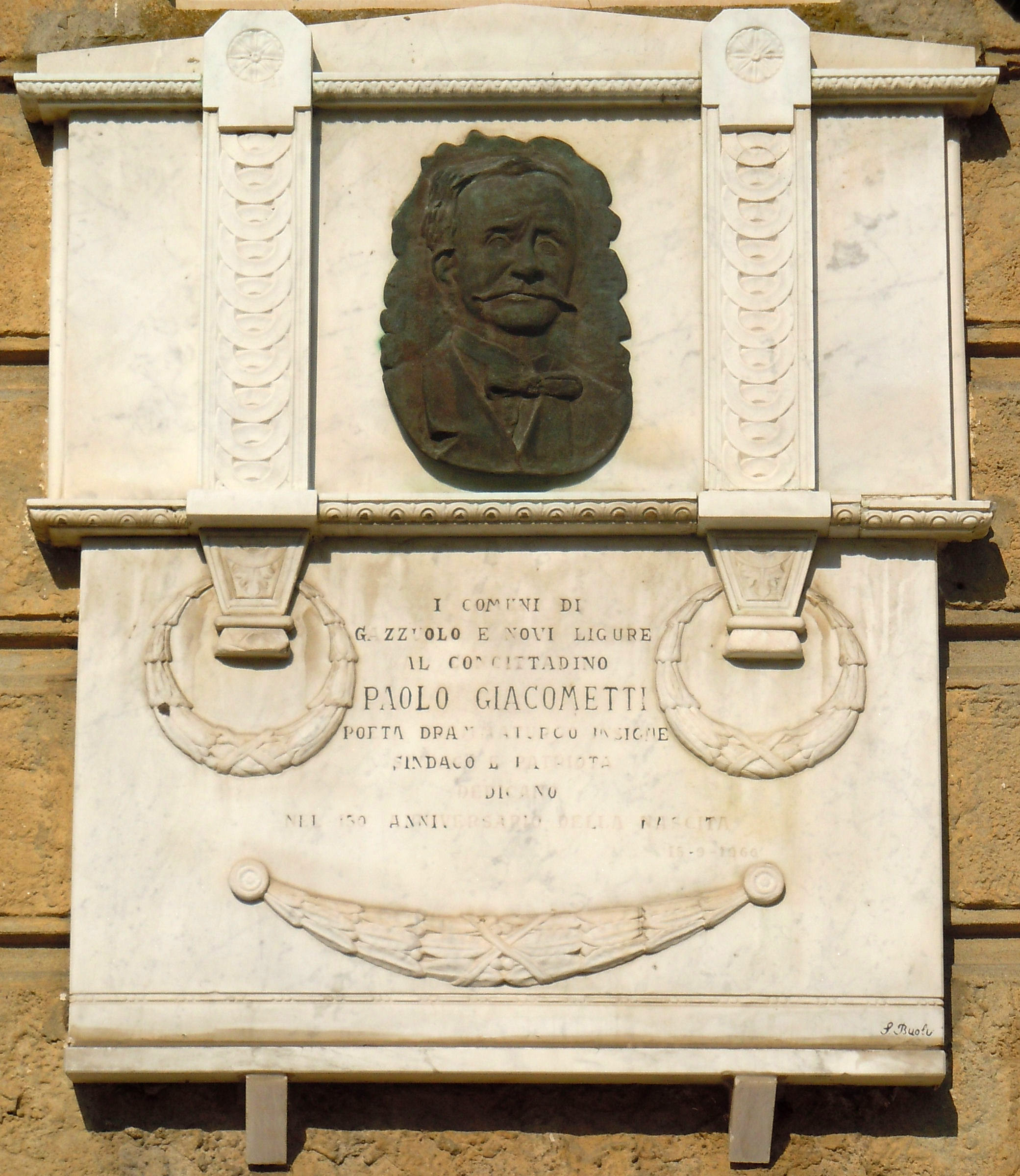
Plaque commémorative à Gazzuolo.

Vieilli précocemment et souffrant de mille maux, il s'installe dans sa ville natale en 1878 où il écrit entre autres La lettera anonima. Il retourne en 1882 à Gazzuolo et y meurt le 31 août. Il est inhumé à Gênes au cimetière monumental de Staglieno. Il laisse près de 120 pièces de théâtre dont certaines encore inédites. Une compilation de ses œuvres est publiée en huit volumes à partir de 1959 à Milan.

## Quelques pièces de Paolo Giacometti
- Rosilde
- Il poeta e la ballerina
- Quattro donne in una casa
- La morte di Cristoforo Colombo
- Un poema e una cambiale
- Fieschi e Fregoso
- Per mia madre cieca
- Le tre classi della società
- Camilla Faà di Casale
- Carlo II Stuart
- Paolo da Novi
- La benefattrice
- L'amico di tutti
- I misteri dei morti
- Cola di Rienzo
- Le metamorfosi politiche
- La moglie dell'esule
- Inclinazioni e voti
- Il milionario e l'artista
- Gli educatori del popolo
- Nobili, cittadini e plebei
- Il villaggio e la città
- Il patrimonio dell'orfana
- La donna in seconde nozze
- Giudetta
- Sofocle
- La morte civile
- La colpa vendica la colpa
- Torquato Tasso
- Maria Antonietta regina di Francia
- La lettera anonima
- La famiglia Lercari